# Fagioli a pane
I fagioli a pane è una varietà di fagiolo che rientra tra i prodotti agroalimentari tradizionali abruzzesi. È coltivata principalmente a Onna e Paganica nella provincia dell'Aquila, in Abruzzo. Si differenziano dai Fagioli a olio, altra varietà di fagiolo abruzzese coltivata sempre nella Piana di Onna e Paganica per il colore.